# Adolf Otto Reinhold Windaus
Adolf Otto Reinhold Windaus (Berlín, 25 de diciembre de 1876 - Gotinga, 9 de junio de 1959) fue un químico, médico y profesor universitario alemán, galardonado con el premio Nobel de química en 1928.

## Biografía
Tras estudiar en el Französisches Gymnasium de Berlín donde se interesa principalmente en la literatura, Windaus inició sus estudios de medicina en 1895. Muy impresionado por unas conferencias del premio Nobel de química de 1902 Emil Fischer, empezó a estudiar química en Friburgo sin dejar por ello sus estudios de medicina. Se doctora en 1900 con una tesis cuyo tema era un estudio del veneno extraído de la digitalina.
A partir de 1906, trabaja como profesor en la Universidad de Innsbruck, y en la Universidad de Gotinga de 1915 a 1944 como director del Instituto Químico.

## Investigaciones científicas
Una vez licenciado, Windaus vuelve a Berlín para trabajar con Emil Fischer, y conoce a Otto Diels (futuro premio Nobel de química en 1950) con quien mantendrá una larga amistad. En 1901, vuelve a Friburgo y empieza a trabajar sobre el colesterol y los esteroles. En 1919, consigue transformar el colesterol en ácido colánico (este último había sido aislado de los ácidos biliares por Heinrich Otto Wieland, premio Nobel de química en 1927. (Durante su infancia, le pasaban cada año a un curso mayor, porque sus profesores decían que tenía la inteligencia muy desarrollada a diferencia de sus compañeros, en su infancia lo paso muy mal, porque el quería estar con sus amigos...)
Windaus dejó patente el vínculo entre los esteroles y los ácidos biliares. Estas investigaciones le valieron el premio Nobel de química en 1928.
En 1931 consiguió obtener la vitamina D cristalizada irradiando ergosterol, siendo la primera vez en aislarse una vitamina de forma pura. También trabajó sobre los derivados del imidazol, lo que le llevó a demostrar que la histidina (un ácido aminado) es un derivado de imidazol, y a descubrir la histamina.

## Literatura
- j. Haas. Vigantol – Adolf Windaus und die Geschichte des Vitamin D. (2007) ISBN 3-8047-2223-7

- karl Dimroth. 1976. Das Portrait: Adolf Windaus 1876 - 1959. Chemie in unserer Zeit 10 (6): 175–179 DOI 10.1002/ciuz.19760100603 ISSN 0009-2851